# La Poupée de l'orpheline
Pour plus de détails, voir Fiche technique et Distribution.
La Poupée de l'orpheline ou La Poupée brisée est un court métrage muet français réalisé par Albert Capellani, sorti en 1911.

## Fiche technique
- Titre : La Poupée de l'orpheline
- Titre alternatif : La Poupée brisée
- Réalisation : Albert Capellani
- Scénario : Adrien Caillard
- Photographie :
- Montage :
- Producteur :
- Société de production : Société cinématographique des auteurs et gens de lettres (S.C.A.G.L.)
- Société de distribution :  Pathé Frères
- Pays d'origine :  France
- Langue : film muet avec les intertitres en français
- Format : Noir et blanc — 35 mm — 1,33:1 —  Muet
- Genre : Film dramatique
- Métrage : 215 mètres
- Durée : 7 minutes 10
- Dates de sortie :
  -  France : 9 juin 1911

## Distribution
- Jules Mévisto
- Eugénie Nau
- la petite Maria Fromet
- la petite Renée Pré
- Fernand Tauffenberger
- Jacques Faivre
- Madame Darmody
- le chien Bobo